# نشان سنت کاترین
نشان سنت کاترین، (به روسی: Орден Святой великомученицы Екатерины) یک نشان دولتی روسیه است که در ۳ مهٔ ۲۰۱۲ بنیان‌گذاری شده است. این نشان به نام کاترین اسکندریه و با هدف بزرگداشت اشخاص روس یا خارجی که خدمات برجسته‌ای در امور مربوط به حفظ صلح، خیریه، تلاش‌های بشردوستانه و حفظ میراث فرهنگی داشته‌اند، توسط رئیس جمهور دمیتری مدودف و با صدور یک حکم حکومتی تاسیس شد. 